# Giovanni Finazzi
Giovanni Finazzi (1910) è stato un calciatore italiano, di ruolo attaccante.

## Carriera
Esordì in Divisione Nazionale (la massima serie dell'epoca) con la Juventus nel 1927, disputando 2 partite senza segnare alcun gol; l'anno seguente scese in campo con i bianconeri in altre 4 occasioni, sempre senza segnare alcuna rete.
In seguito si trasferì all'Atalanta, dove fu titolare fisso nella squadra Riserve, giocando una partita anche in prima squadra, nella stagione 1934-1935, in Serie B.